# Giuseppe Zanardelli
Giuseppe Zanardelli (Brescia, 26 de octubre de 1826 – Maderno, 26 de diciembre de 1903) fue un político italiano.

## Biografía
Se licenció en derecho en la Universidad de Pavía como alumno del Collegio Ghislieri.
Combatiente en los cuerpos voluntarios durante la guerra de 1848-1849, tomó parte en la campaña del Trentino. Regresó a Brescia tras la derrota de Novara y, durante un cierto periodo, se mantuvo enseñando derecho. Colaboró con el periódico Il Crepuscolo con ensayos de economía política.
En 1859 organizó la insurrección de Brescia contra el gobierno austriaco. Elegido diputado en el mismo año, recibió varios encargos administrativos, pero solo se dedicó activamente a la carrera política a partir de marzo de 1876, cuando la Izquierda histórica, de la cual había sido un exponente de relieve, accedió al poder.
Ministro de Obras Públicas en el primer gobierno de Agostino Depretis de 1876, dimitió por algunas divergencias sobre la gestión de los convenios ferroviarios. Como Ministro de Interior en el primer gobierno de Benedetto Cairoli de 1878, se ocupó del proyecto de reforma del derecho de voto.
Nombrado Ministro de Justicia en el octavo gobierno de Depretis de 1881, logró terminar la redacción del nuevo Código de Comercio y aprobar la normativa sobre el trabajo de mujeres y de menores. Despedido por Depretis en 1883, permaneció en la oposición y dio vida a la Pentarquía, un reagrupamiento de la izquierda. En 1887 entró nuevamente  en el gobierno de Depretis, otra vez como Ministro de Justicia, permaneciendo en el mismo cargo también en el primer gobierno de Francesco Crispi, hasta el 6 de febrero de 1891.
Durante este periodo inició una reforma del sistema judicial e hizo aprobar el primer código penal de la Italia unida, considerado uno de los más liberales y adelantados de los que había vigentes en esa época. El denominado código Zanardelli fue presentado a la Cámara de Diputados en noviembre de 1887, publicado el 22 de noviembre de 1888, promulgado el 30 de junio de 1889 y su entrada en vigor llegó el 1 de enero de 1890. Entre otras cosas, por iniciativa suya, se llegó a la abolición de la pena de muerte.
Con la caída del primer gobierno de Giovanni Giolitti en 1893, Zanardelli intentó infatigablemente, pero sin éxito, formar un nuevo gabinete. Elegido presidente de la Cámara en 1892 y en 1897, ocupó este cargo hasta 14 de diciembre de 1897, cuando aceptó la cartera de Justicia en el cuarto gobierno de Antonio Starabba, aunque pronto se vio obligado a dimitir a causa de las disensiones con su compañero de gobierno Emilio Visconti Venosta sobre las medidas que se habían de tomar para impedir que se repitieran las agitaciones milaneses de 1898.
Tras volver a la presidencia de la Cámara, abandonó nuevamente el puesto para poder formar parte en la campaña obstruccionista de los años 1899-1900 contra el proyecto de ley sobre la seguridad pública.
Esta posición le valió el apoyo de la Extrema izquierda histórica en la formación, después de la caída del gobierno de Giuseppe Saracco, de un nuevo gobierno, que duró 991 días, desde el 15 de febrero de 1901 hasta el 3 de noviembre de 1903.
Sin embargo, sus precarias condiciones de salud no le permitieron terminar algunas grandes obras. La propuesta de ley sobre el divorcio, aunque ya había sido aprobada por la Cámara, tuvo que ser retirada por la fuerte oposición popular.
Se despidió definitivamente de la escena política a causa de una enfermedad terminal, dimitiendo como Primer ministro el 3 de noviembre de 1903. Murió poco más de un mes más tarde.

### Escritos de Giuseppe Zanardelli
- Sulla Esposizione bresciana. Lettere estratte dal giornale "Il Crepuscolo" del 1857, Milán, Tip. de Antonio Valentini y C., 1857.
  - Reimpresión: Brescia, Sintesi, 1973.
- Della vita del professore Camillo Guerini: discorso funebre letto dall'avvocato Giuseppe Zanardelli nel cimitero di Brescia il 20 luglio 1862, nell'occasione in cui ivi al Gerini erigevasi un monumento, Brescia, Tip. Nazionale F. Apollonio, 1862. (Disponible en consulta libre en Google Books).
- Studii sulla sessione parlamentare 1861-1862, Brescia, Tip. Nazionale F. Apollonio, 1863. (Disponible en consulta libre en Google Books).

- L'Avvocatura. Discorsi, Florencia, Barbèra, 1879.
  - Segunda edición: Florencia, Barbèra, 1891.
  - Reimpresiones:  sobre la 2ª ed. florentina con prefacio de U. Da Como, Milán, Società editrice Unitas, 1920; Brescia, Tip. Pavoniana, 1954.
  - Nueva edición: L' avvocatura: discorsi (con alcuni inediti), introducción de Giuseppe Frigo: L'eredita giuridica e forense di Giuseppe Zanardelli alle soglie del 21. secolo; prefacio de Remo Danovi, Milán, Giuffre, 2003 ("I discorsi dell'avvocatura" 3).
- Relazione ministeriale sul libro primo del progetto di codice penale presentato alla Camera dei deputati da S. E. il ministro di Grazia e Giustizia e dei Culti Zanardelli nel 22 novembre 1887, Turín, Unione tipografico-editrice, 1888.
- Raccolta riassuntiva dei discorsi tenuti presso l'Amministrazione provinciale di Brescia dal 1862 al 1902, Brescia, Geroldi, 1954 (Publicada con la colaboración del Ateneo, de la administración provincial de Brescia en el quincuagésimo aniversario de su muerte, 1953).

### Estudios y contribuciones críticas
- Emilio Ondei, Giuseppe Zanardelli e un trentennio di storia italiana, Brescia, Tip. Pavoniana, 1954.
- Carlo Vallauri, La politica liberale di Giuseppe Zanardelli dal 1876 al 1878, Milán, Giuffrè, 1966 (Publicaciones del Instituto de estudios histórico-políticos, Universidad de Roma, Facultad de ciencias políticas).
- Elena Sanesi, Giuseppe Zanardelli dalla giovinezza alla maturità: con documenti inediti, Brescia, Ateneo di Brescia, 1967.
- Antonio Fappani, Giuseppe Zanardelli e Geremia Bonomelli: corrispondenza inedita, Brescia, Società per la storia della Diocesi di Brescia, 1968 ("Fonti e documenti" 1).
- Mario Dilio, Il viaggio di Zanardelli in Basilicata, Bari, Adriatica, 1970 ("I classici della questione meridionale").
- Roberto Chiarini, Giuseppe Zanardelli e la lotta politica nella provincia italiana: il caso Brescia (1882-1902), Milán, SugarCo, 1976 ("Biblioteca di storia lombarda moderna e contemporanea. Studi e ricerche" 4).
- Lia Corniani de Toni, Giuseppe Zanardelli: il potere del nuovo Stato. Società civile e dibattito politico a Brescia nella seconda metà dell'Ottocento, Brescia, Grafo, 1984 ("Quaderni di didattica dei beni culturali" 15).
- Roberto Chiarini, Giuseppe Zanardelli: atti del Convegno (Brescia 29,30 settembre 1983 - Pavia 1 ottobre 1983), Milán, Franco Angeli, 1985.
- La linea lombarda del federalismo: Carlo Cattaneo, Arcangelo Ghisleri, Giuseppe Zanardelli, escritos elegidos y presentación de Giuseppe Gangemi, Roma, Gangemi, 1999.
- Claudio Pedrazzini, Il pensiero politico e l'opera di Giuseppe Zanardelli Ministro dei lavori pubblici, 1876-1877, Cremona, L. Campedelli, 2002.
- Zanardelli e la Basilicata cento anni dopo, actos del congreso de Matera (29 de enero de 2003), bajo la dirección de la Asociación de ex parlamentarios y consejeros regionales de Basilicata, Potenza, Consiglio regionale della Basilicata [Soveria Mannelli, Rubbettino Industrie Grafiche ed Editoriali], 2003. (Edición digital de libre acceso en la web oficial del Consiglio Regionale della Basilicata).
- Tonino Mazza, Giuseppe Zanardelli: la libertà nella giustizia, Iseo, Società operaia di mutuo soccorso maschile e femminile, 2003.
- Giuseppe Zanardelli capo di governo (1901-1903), bajo la dirección de Sergio Onger y Gianfranco Porta, contribuciones de Francesco Barbagallo ... [et al.], Brescia, Grafo, 2004.
- Zanardelli: una famiglia ghisleriana. Carte indedite di Giuseppe e Ferdinando Zanardelli donate al Collegio Ghislieri, actos de la Jornada de estudios (Pavía, Colegio Ghislieri, 28 de noviembre de 2003), Como, Ibis, 2005.
- Colegio Ghislieri, viernes 28 de noviembre 17 horas - Aula Goldoniana. Coordina Ernesto Bettinelli. - Ettore Dezza, Disposizioni testamentarie e carte private di Giuseppe Zanardelli. - Marina Tesoro, L'attentato Passanante: lettere al Ministro degli interni Zanardelli. - Angelo Stella, Fatti di famiglia nel diario inedito di Giovanni Zanardelli. - Paolo Corsini, Giuseppe Zanardelli: un politico lombardo con il senso dello Stato.